# Родезийски риджбек
Родезийският риджбек или африканското лъвско куче е порода, чийто произход е от ЮАР и Зимбабве. Името произлиза от ridge (планински гребен) и back (гръб). Той е единствената регистрирана порода, произхождаща от Южна Африка. Това куче лови леопарди, биволи, антилопи и дори лъвове, поради което е известно с името Родезийско лъвско куче. и с голяма ловкост ги удържа до пристигането на ловците. Той има нужда от много движение и пространство. Това куче от пустинята може да живее с дни без вода. Безкрайно издръжливо – студът и жегата не му правят впечатление, спокойно понася амплитуда от 40 градуса по Целзий. Крайно непретенциозен, не изисква удобства, но трябва да има къде да си излива огромната енергия и да бъде с хората, които обича. То се привързва завинаги към своите хора, обича безкрайно техните деца и е готово на всичко, за да ги защити. В Зимбабве родезийският риджбек е обявен за национално богатство.

## История на породата
Първите сведения за кучета с гребен на гърба се появяват в Египет около 3000 години пр.н.е. В Етиопия през 500 г., те охранявали овцете от лъвове и големи хищници. Хотентотите, коренните жители на Южна Африка, преселили се от Етиопия в Южна Африка през V век пренесли със себе си подобни кучета. Описание на хотентотските кучета с гребен на гърба прави англичанина George McCall Theal през 1505 г. Белите колонизатори за пръв път видели риджбеците в края на XVI в. в колонията Кейп (провинция на Нос Добра Надежда) в Южна Африка, където са кръстосани кучетата на ранните пионери (териери, мастифи, блъдхаунди, грейхаунди, диърхаунди, фоксхаунди) с полуопитомените хотентотски ловни кучета с гребен на гърба. Различните кръстоски дали комбинация от твърдост, ловкост, способност за лов на едър дивеч на местното куче с размера, силата и обучаемостта на пришълците. Тези кучета се сражавали с бабуини, хиени, леопарди и лъвове почти всекидневно, което изиграло ролята на важен селективен фактор. През 1874 г. мисионерът Charles Helm, донесъл в Родезия двойка хотентотски кучета с гребен на гърба. Ловецът и колекционер на животни Корнелиус Ван Ройен харесал много породата и се заел да развъжда породата в продължение на 35 години. Славата на неговите кучета пораснала, след като дал от тях на Ф. Селоус, Упшър и други известни ловци на големи хищници от този период. Така се появил универсалният родезийски риджбек, като охранително и ловно куче. Традицията на лова на лъвове с риджбеци продължила до късните 1960 години. В ЮАР се намира най-стария развъдник „Glenaholm“, който има филиал в САЩ, но по-добрите екземпляри са в Европа (Холандия и Италия).
Паралелно с родезийските риджбеци южноафриканските бури развъждали риджбеци, приличащи на мастифи, докато британските ловци-фермери, живеещи в Родезия, развъждали гончета. Тези два типа риджбеци се наблюдават по изложбите и днес.
Първите риджбеци, донесени в Европа от Родезия са през 1877 г. Първият официален стандарт на породата е разработен през 1922 г., когато в Родезия се събират развъдчици на риджбеци. Стандартът е съставен от Francis Richard Barns и е базиран върху стандарта на Далматина. Одобрен е от SAKU (Южноафрикански Киноложки Съюз) през 1926 г. През 1924 г. породата е официално призната от развъдчиците на Южна Африка. Преди официалното признаване, породата се отличава с относително голямо разнообразие от типове, които носили и различни имена – лъвски кучета, риджбеци, бурхунди. Общото за всички тях е гребена на гърба.

## Стандарт на породата
Първият стандарт и първият клуб на породата са създаден от Франсис Р. Барнс в Булавайо, Родезия, през 1922 г. Стандартът е базиран върху стандарта на Далматина и е одобрен от SAKU (Южноафрикански Киноложки Съюз) през 1926 г. Актуалният стандарт е публикуван на 10.12.1996 г. с FCI номер 146.

### Общ вид
Родезийският риджбек е поразително съчетание от елегантност и атлетизъм. То е уравновесено, силно, мускулесто, жизнено и активно куче, със симетрични контури, много издръжливо и развиващо много добра скорост. Излъчва подчертана подвижност, елегантност и солидност, без тенденция към масивност. Движи се леко, танцуващо, при тръс буквално гали земята. Не става за дворно куче, трябва да е пълноценен член на семейството.
Характерен за породата е „гребена“ на гърба, който е оформен от косми които растат в обратна посока на останалата козина. Гребенът е „герба“ на породата. Той трябва да е ясно очертан, симетричен и да се стеснява по посока на крупата. Трябва да започва непосредствено зад плешките и да продължава до началото на бедрените кости (ханша). Гребенът трябва да съдържа само две корони, идентични и срещуположни една на друга. Долните краища на короните не трябва да се простират по-надолу от една трета от неговата дължина. Добра средна ширина за гребена е около 5 см.

### Характер
Риджбекът е изключително спокойно, с уравновесена нервна система и издръжливо куче, което рядко лае. Гордо, интелигентно, резервирано към непознати, но без да проявява агресия или страх. Обича леността – с часове може да спи и да се припича на слънце или до печката, което създава грешна представа за флегматичност. При движение то се преобразява – в състояние е мигновено да се превърне в летяща стрела, бързо настигаща заек или друг дивеч. Социализацията и обучението на младите риджбеци започва изключително рано. Породата е ловна, а това означава своенравност, независимост, стремеж към доминантност. Много са интелигентни, а това затруднява обучението, тъй като са в състояние по хиляди начини да се изплъзнат от контрол. Например при състезания в преследване по следа риджбеците често се провалят – бързо схващат, че следата образува затворен кръг и лягат да изчакат примамката. При тест за темперамент често отказват да влизат в единоборство поединично. Когато подходът на обучение е правилен, проявяват невероятен потенциал. Като правило са тихи преследвачи и гонят, след като видят дивеча. При игра със завързан предмет на връв проявяват голяма бързина и съобразителността на котка, като пресичат траекторията на движение на предмета и мълниеносно го захапват във въздуха, падайки за целта дори по гръб без това да им прави впечатление. Увлечението в играта е толкова концентрирано, че в гоненето на целта могат да съборят и стопанина си, ако в този момент е застанал на пътя на преследвания предмет.

### Предназначение на породата
През вековете породата се е развила в две направления – като ловно гонче и като сигурен пазач на първите бели заселници в Южна Африка. Риджбеците се ловували главно на глутници и са селекционирани за лов на големи и опасни диви животни. Тяхната захапка е най-силна в сравнение с всички други породи кучета. Известно е, че само хиената и родезийският риджбек могат да нападнат целенасочено лъв. Днес риджбекът се ползва с голяма популярност в много страни по света благодарение на спокойния си нрав и прословутата си привързаност и всеотдайност, особено към децата. Неслучайно за него е популярен изразът „Защитава не на живот, а на смърт!". Използва се и като полицейско, а също и пастирско куче. Въпреки че не е толкова бърз като някои породи хрътки, има много по-добро обоняние и далеч по-голяма издръжливост.

### Глава
Главата е издължена, с плоско широко чело, без бръчки при спокойно състояние. Има изразен стоп, а не права линия от носа до окципиталната кост. Разстоянието от окципиталната кост до стопа и от стопа до върха на носа трябва да бъдат еднакви. Носната гъба е черна или кафява, в хармония с цвета на очите. Муцуната е дълга, дълбока и мощна.
Устните са чисти, добре прилепнали към челюстите. Зъбите, особено кучешките са добре развити.

### Шия
Шията е сравнително дълга, силна и лишена от голяма гуша.

### Уши
Ушите са средно големи, висящи.

### Очи
Очите са черни или кехлибарени в зависимост от цвета на носната гъба, която е черна или кафява.

### Крайници
Предните крайници са идеално прави, силни и със солидни кости, с прибрани към тялото лакти. Гледани отстрани, предните крайници са по-широки, отколкото когато се гледат фронтално. Плешките са полегати, добре оформени и мускулести. Китките са силни, с лека изпъкналост. Мускулите на задните крайници са добре оформени и изразени. Коленете са правилно свити в коленните стави. Скакателните стави са силни и доста снишени. Лапите са овални и компактни, със здрави и еластични възглавнички със сводести пръсти, защитени с козина между пръстите и възглавничките.

### Опашка
Опашката е умерено дълга, средно поставена, дебела и силна в основата и постепенно изтъняваща към края, като се носи леко завита към върха, но никога навита.

### Гръден кош
Гръдният кош не е много широк, но са с добра дълбочина и обем. Гърдите се простират до лактите. Предната част на гърдите се вижда, когато кучето се погледне отстрани. Ребрата са умерено извити, но не и бъчвообразни.

### Козина
Козината е къса и гъста, гладка и лъскава на вид, но не вълниста или копринена. Оцветена е от светложълто до червеникаво-жълто. Главата, тялото, крайниците и опашката трябва да бъдат с еднаква окраска, като се допускат само неголеми бели петна на гърдите и върху пръстите, но прекалено бяло окосмяване там, по корема или в горната част на пръстите е недостатък. Тъмна муцуна и уши са допустими, но прекалено черни косми навсякъде по козината са силно нежелани. На гърба има гребен от косми, които растат в обратна посока по ивицата на гръбначния стълб във формата на меч с ширина до 5 см. в най-широката част. Този уникален отличителен белег го е направил известен по целия свят.

### Здравни проблеми и грижи
Дермоидният синус (на английски: Dermoid sinus) е вродено генетично заболяване при риджбека, което не се среща при други породи. Представлява малка дупчица в кожата, която може да достигне гръбнака, при което на мястото се образува болезнена киста. Лекува се само оперативно. Може да се напипа веднага след раждане, като се прихване кожата над гръбнака между палеца и показалеца и се плъзне ръката по целия гръб. Ако се усети възелче между пръстите, това е сигурен индикатор за наличието му. Профилактично се избягва чрез даване на фолиева киселина на бременната кучка. Добре е да се знае дали има случай на дермоиден синус в кучилото.
Както други едри породи риджбеците са предразположени към тазобедрена дисплазия и стомашна дилатация и синдром на волвулус (превъртане на стомаха). Възможна е и лакътна дисплазия. В общия случай риджбекът е здрав, рядко боледува или е неразположен.
При грижите най-важното е физическата активност. Добър вариант са разходки до 20 км дневен пробег, които са нищо за тази порода. Петнадесет минутна дневна разходка е абсолютно неприемлива. Вързан риджбек деградира физически и психически. Късата козината се поддържа лесно с ежедневно четкане с ръкавица и къпане когато се наложи. Младото животно има нужда от много калций, като разходите за калций до една годишна възраст надвишават тези за храна. За възрастния риджбек са необходими около 500 грама суха храна на ден.